# Deperetellidae
Deperetellidae (лат.) — семейство вымерших млекопитающих надсемейства тапирообразных (Tapiroidea) отряда непарнокопытных. Ископаемые остатки его представителей известны из эоцена (56,0—33,9 млн лет назад) Азии: Китай, Монголия, Мьянма и Кыргызстан. Многие Deperetillidae известны по фрагментам челюстей и черепов. Представители Deperetillidae — животные среднего и крупного размера, отличающиеся от других тапирообразных высокими и очень двояковыпуклыми коренными зубами.

## Классификация
По данным сайта Paleobiology Database, на ноябрь 2021 года в семейство включают 3 вымерших рода:
- Bahinolophus Tsubamoto, 2005
- Деперетеллы (Deperetella Matthew & Granger, 1925) [syn. Cristidentinus Zdansky, 1930, Diplolophodon Zdansky, 1930]
- Irdinolophus Dashzeveg & Hooker, 1997